# 탕성즈

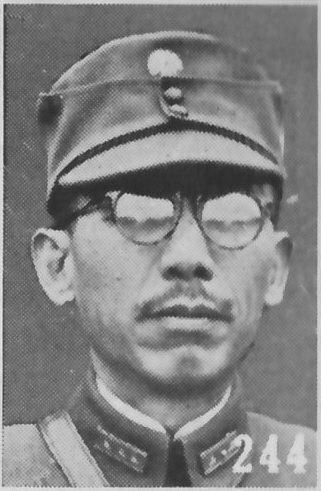

탕성즈(唐生智, 1889년 10월 12일 ~ 1970년 4월 6일)는 군벌시대의 중국의 군 지도자이다. 중일 전쟁 기간 중 군사 지휘관이었으며 제2차 세계 대전 이후에는 정치인으로 활동했다.
신해혁명에 참여한 뒤 1914년 바오딩 육군군관학교를 졸업했다. 호국 전쟁에 참전하고 헌법수호운동에 참여했다.
장제스를 곁에 두면서 광시의 군 지도자였던 바이충시를 제거함으로써 그가 베이징시와 톈진시 지역을 안전하게 통제할 수 있게 도왔다.

## 참고자료
- Iris Chang. The Rape of Nanking: The Forgotten Holocaust of World War II (Basic Books, 1997)